# RSC Anderlecht (női csapat)
A RSC Anderlecht női labdarúgó szakosztályát 1971-ben hozták létre. A belga első osztály tagja.

## Klubtörténet
1971-ben alakult az együttes Vlug Op Wemmel néven. Pár évvel később 1974-ben csatlatkoztak a  Belga labdarúgó-szövetséghez (RBFA) és az országos ligában három bronzérmet szereztek 1975-ben, 1976-ban és 1977-ben.
A klub 1978-ban Brussel Dames 71 névre keresztelte magát és a 80-as évek egyik legmeghatározóbb csapata lett Belgiumban.
Első kupasikereik is ez idő tájt datálódnak csakúgy, mint az 1987-ben megszerzett bajnoki győzelem.
1993-ban egyesültek az RSC Anderlecht gárdájával, melyet egy évvel később egy kupagyőzelemmel, majd egy bajnoki címmel ünnepeltek.
A RBFA és KNVB által 2012-ben életre keltett BeNe League-ben nem sikerült maradandót alkotniuk.
2015-től az újonnan megszervezett belga bajnokságban harmadik hellyel kezdtek, majd egy ezüstérem után  négy alkalommal végeztek az élen 2018-tól 2021-ig.

## Sikerlista
- Belga bajnok (11): 1987, 1995, 1997, 1998, 2018, 2019, 2020, 2021, 2022, 2023, 2024
- Belga kupagyőztes (10): 1984, 1985, 1987, 1991, 1994, 1996, 1998, 1999, 2005, 2013
- Belga szuperkupa-győztes (3): 1995, 1996, 1997

### Egyéb
- Tournoi de Menton győztes (4): 1992, 1996, 1999, 2003

## Játékoskeret
2021. augusztus 25-től
| #  |     | Poszt | Név                  |
| -- | --- | ----- | -------------------- |
| 1  | BEL | K     | Hazel Engelen        |
| 13 | BEL | K     | Justien Odeurs       |
| 2  | BEL | V     | Michelle Colson      |
| 4  | BEL | V     | Britt Vanhamel       |
| 5  | BEL | V     | Louise Wijns         |
| 6  | BEL | V     | Lauren Huys          |
| 8  | BEL | V     | Laura De Neve        |
| 14 | BEL | V     | Laura Deloose        |
| 10 | ROM | KP    | Ștefania Vătafu      |
| 15 | BEL | KP    | Marie Van Caesbroeck |

| #  |     | Poszt | Név                  |
| -- | --- | ----- | -------------------- |
| 18 | BEL | KP    | Noémie Gelders       |
| 20 | BEL | KP    | Charlotte Tison      |
| 22 | SVK | KP    | Karina Pelikánová    |
| 3  | BEL | CS    | Ella Van Kerkhoven   |
| 7  | BEL | CS    | Sakina Diki Ouzraoui |
| 9  | BEL | CS    | Amber Maximus        |
| 11 | BEL | CS    | Sarah Wijnants       |
| 19 | BEL | CS    | Mariam Toloba        |
| 27 | BEL | CS    | Tessa Wullaert       |